# Priretxni (Rostov)
|  | Per a altres significats, vegeu «Priretxni». |

Priretxni (en rus: Приречный) és un poble (un possiólok) de l'óblast de Rostov, a Rússia, que en el cens del 2010 tenia 946 habitants, pertany al districte de Salsk.